# Olaf Lubaszenko
Olaf Lubaszenko (n. 6 decembrie 1968, Wrocław, Republica Populară Polonă) este un actor și regizor de film polonez. Este fiul actorului polonez Edward Linde-Lubaszenko. Mama sa, Asja Łamtiugina, este o actriță rusă. În 1998 a primit Leul Ceh pentru cel mai bun actor.
Olaf Lubaszenko a jucat în filme regizate de Krzysztof Kieślowski, Barbara Sass, Władysław Pasikowski, Janusz Majewski, Juliusz Machulski și alții.
Din 2001, este membru al Academiei Europene de Film.

## Filmografie

### Actor
- 1987: Łuk Erosa - Adam Karowski
- 1988: Sonata marymoncka - Rysiek Lewandowski
- 1988: Trójkąt bermudzki - Poker Player (uncredited)
- 1988: Tabu - Stefek
- 1988: Bez grzechu - Jarek Kalita
- 1988: A Short Film About Love - Tomek
- 1990: Pilkarski poker - Olek Grom
- 1989: Czarny wawóz - Ludwik Machl
- 1990: Marcowe migdały - Tomek
- 1990: Korczak - Tramwajarz
- 1990: Historia niemoralna - Marek
- 1990: Po upadku - Piotr Ratajczak, son
- 1991: Kroll - Marcin Kroll
- 1992: Odjazd - Priest
- 1992: Pigs - Young
- 1993: Pamietnik znaleziony w garbie
- 1993: Schindler's List - Auschwitz Guard #1
- 1994: Les Amoureux - Tomek
- 1995: Gnoje - Gasior
- 1996: Słodko gorzki - Mat's Brother
- 1996: Wirus
- 1996: Poznań '56 - Soldier
- 1997: Sztos - Mietek
- 1997: Kiler - Actor at Airport
- 1997: Zona przychodzi noca
- 1998: Demons of War - Lt. Czacki
- 1998: Sekal Has to Die - Jura Baran
- 1999: A Szerencse lányai - Janek
- 1999: Operacja Samum - Stanislaw Kosinski
- 1999: Moja Angelika - Kulik
- 1999: Kilerów 2-óch - Himself
- 2000: Zakochani - Prawnik
- 2000: Operacja Koza - Adam Horn
- 2000: Pierwszy milion - Priest
- 2000: Egoiści - Sad
- 2000: Bajland - Józef Horoszko
- 2001: Edges of the Lord - Gniecio
- 2001: Stacja - Commissioner Zawadzki
- 2002: Tam i z powrotem - Lt. Niewczas
- 2002: Rób swoje, ryzyko jest twoje - Emil Baks
- 2002: E=mc2 - Max Kadzielski
- 2002: Bez litosci - Olbrycht
- 2003: Magiczna Gwiazda - Hubert (voice)
- 2009: Złoty środek - Keyboarder
- 2009: Mniejsze zło - Civilian
- 2011: Weekend - Czeski
- 2012: Sztos 2 - Mietek
- 2016: Bóg w Krakowie - Homeless
- 2017: Gwiazdy - Czechoslovakian customs officer
- 2018: Women of Mafia - Commander

### Regizor
- 1997: Sztos
- 2000: Chlopaki nie placza
- 2001: Poranek Kojota
- 2002: E=mc2
- 2009: Złoty środek
- 2012: Sztos 2

### Dublaj în poloneză
(Actor de voce)
- 2003: Finding Nemo  - Gill
- 2004: Les Dalton (Les Dalton) - Lucky Luke
- 2007: Lissi und der wilde Kaiser - Yeti
- 2008: Beverly Hills Chihuahuas - Delgado
- 2013: Wreck-It Ralph - Wreck-It Ralph
- 2011: Beverly Hills Chihuahua - Delgado
- 2014: Guardians of the Galaxy - Denarian Saal
- 2016: Finding Dory  - Gill
- 2018: Ralph Breaks the Internet  - Wreck-It Ralph